# 新鶴子ダム
新鶴子ダム（しんつるこダム）は、山形県尾花沢市、一級河川・最上川水系丹生川に建設されたダムである。
農林水産省東北農政局が直轄管理を行うかんがい用ダムである。高さ96メートルのロックフィルダムで、農林水産省直轄ダムとしては屈指の規模である。かんがいに加え、山形県企業局による水力発電を目的とする。ダムによって形成された人造湖は、平成湖（へいせいのみずうみ）と命名された。

## 沿革
戦後、全国各地で実施された「農業水利事業」は山形県でも各地域で実施された。1949年（昭和24年）に「野川総合開発事業」の一環として建設された管野ダム・木地山ダムによって長井市の新規農地開拓が行われたが、その後は主に農林省（現・農林水産省）による「国営農業水利事業」の施工が盛んに実施された。
庄内平野では「国営最上川下流右岸農業水利事業」、鮭川流域では「国営泉田川農業水利事業」が、米沢盆地では「国営米沢平野農業水利事業」がそれぞれ実施されたが、中流域の主要な農業地帯である村山地域では1972年（昭和47年）より「国営村山北部地区農業水利事業」が計画された。尾花沢市を始めとする村山地域北部の丹生川流域にある水田に対して効率的な農業用水補給を図るため、丹生川を利用した灌漑整備が行われる事となった。その水源として丹生川上流に計画されたのが新鶴子ダムである。

## 経緯と目的
ダムは堤高96.0mの中央土質遮水壁型ロックフィルダム、総貯水容量は31,500,000トンであり農業用ダムとしては桝谷ダム（桝谷川・福井県）に次ぐ堤体規模を有するダムであり、貯水容量も山王海ダム（滝名川・岩手県）に次ぐ規模を誇る。日本最大級の農林水産省直轄ダムである。
ダムサイトは山形県営の丹生川ダム（鶴子ダムとも、堤高46.0m、コンバインダム、総貯水容量2,000,000トン）の直下流に建設が予定されていた。丹生川ダムは洪水調節を目的とする治水ダムであるが、完成に伴って水没している。1972年より建設事業に着手し1990年（平成2年）に18年の歳月を掛けて完成し、丹生川ダムは完全に水没した。ダム名に「新」の文字が付いているのはこの様な経緯による。
先述の様に目的は村山北部地域3,240haの水田に対する新規灌漑であり、これに加えて山形県企業局による水力発電目的もある。水力発電については全国初となる「農業用ダム従属発電所」として付設され、農繁期である毎年4月から9月の期間に灌漑目的に関連した発電を行う。認可出力は3,700kWである。この鶴子発電所は山形県北部発電管理事務所によって県北部の7ヶ所の水力発電所と共に統合管理されているが、発電所の制御は東田川郡三川町にある三川制御所で自動制御されて運転を行っている。

## 平成湖
ダム湖は平成に入りすぐ完成した事から「平成湖」（へいせいのみずうみ）と命名された。付近は御所山県立自然公園に指定されており、御所山へ向かう登山道の起点がダム付近にある他、上流には「御所の水」と呼ばれる名水もある。ダム下流には鶴子温泉や銀山温泉といった温泉街があり、多くの湯治客が訪れる。
公共交通機関でのアクセスは尾花沢バスターミナルより「鶴子」行バスで終点の鶴子まで行き、下車後徒歩5分で到着する。所要時間は尾花沢から約40分間である。

## ギャラリー

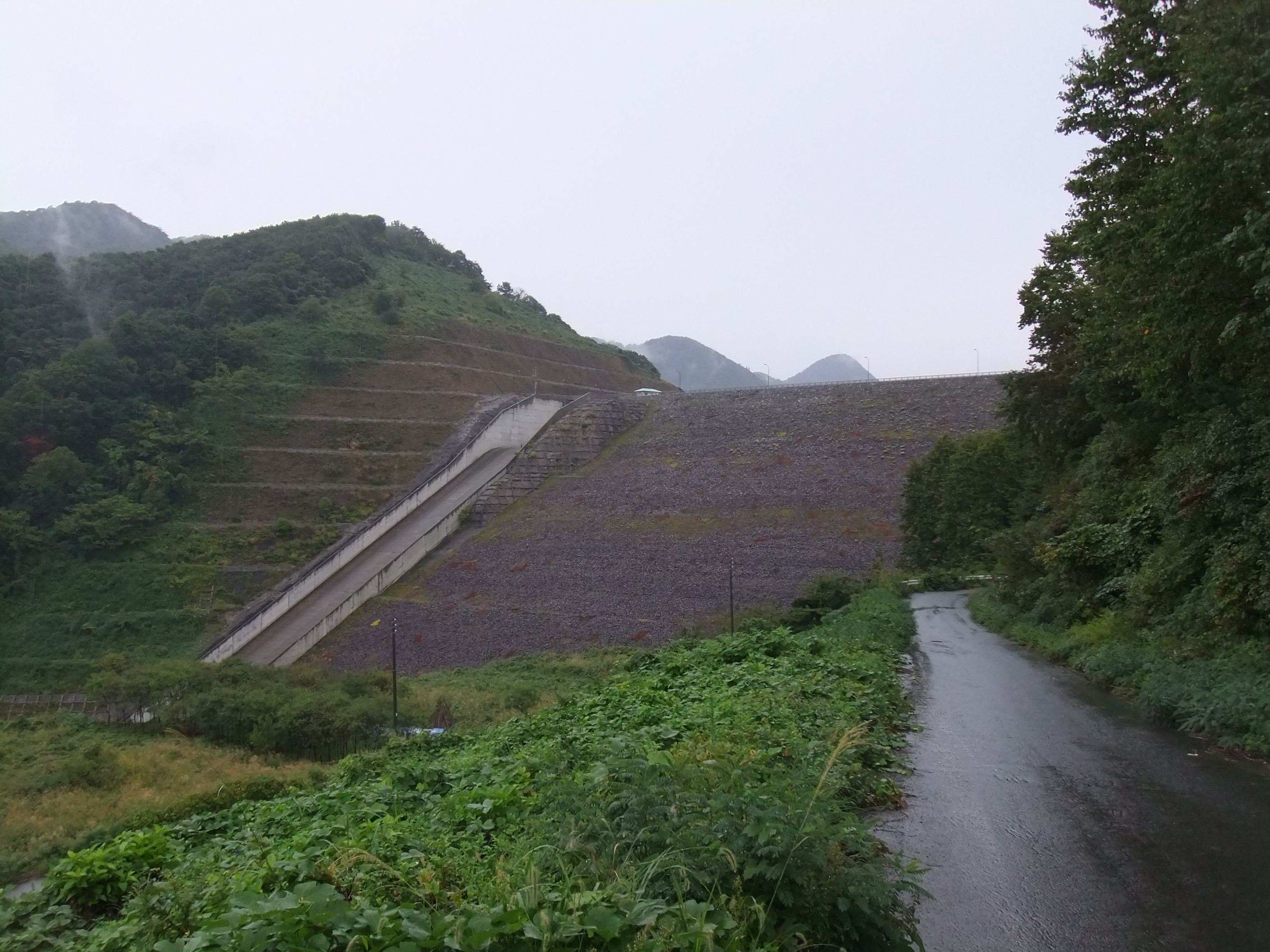
堤体の様子（2012年9月）
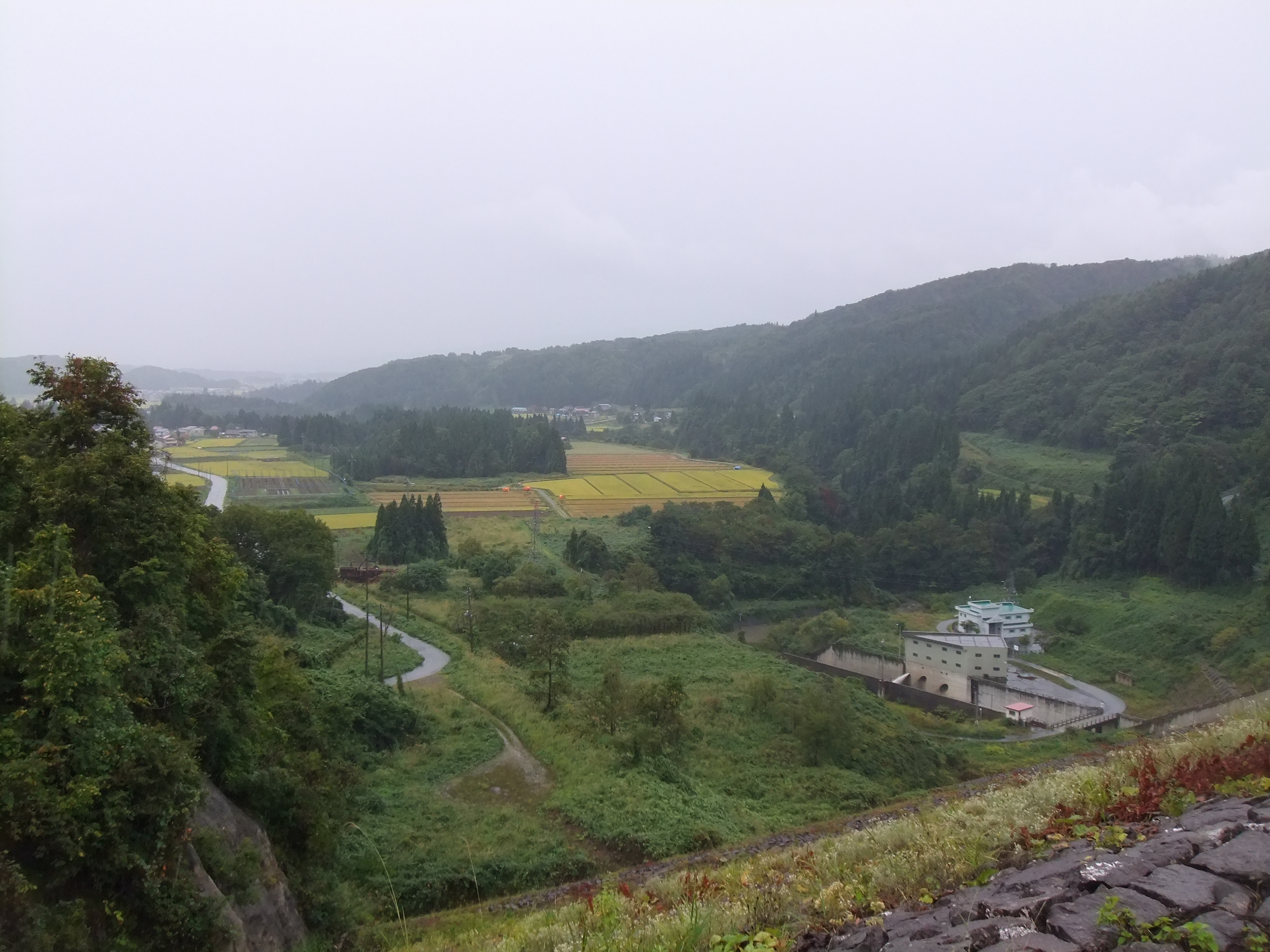
堤体より下流を望む（2012年9月）
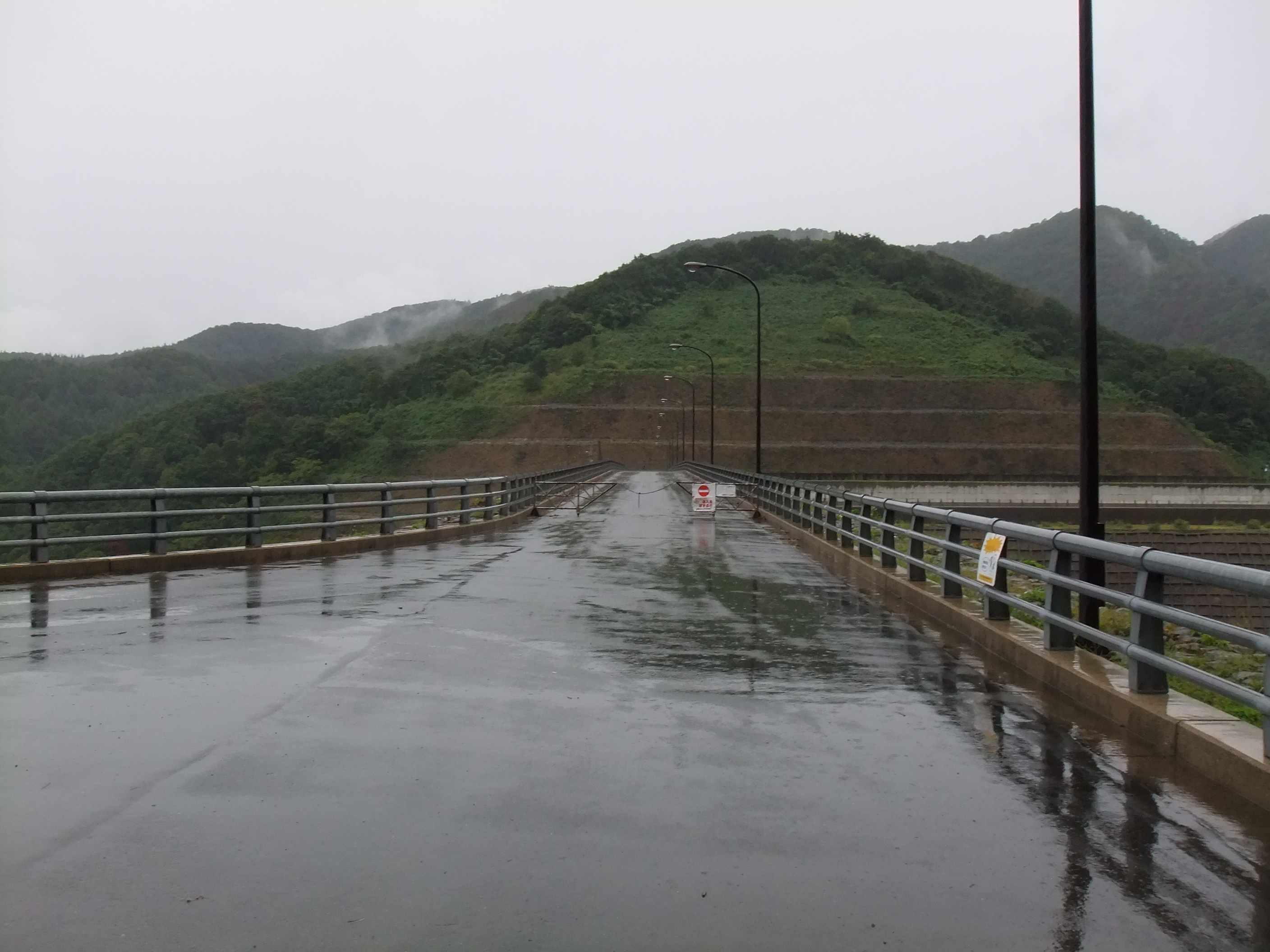
天端は道になっているが立入は禁止されている模様（2012年9月）
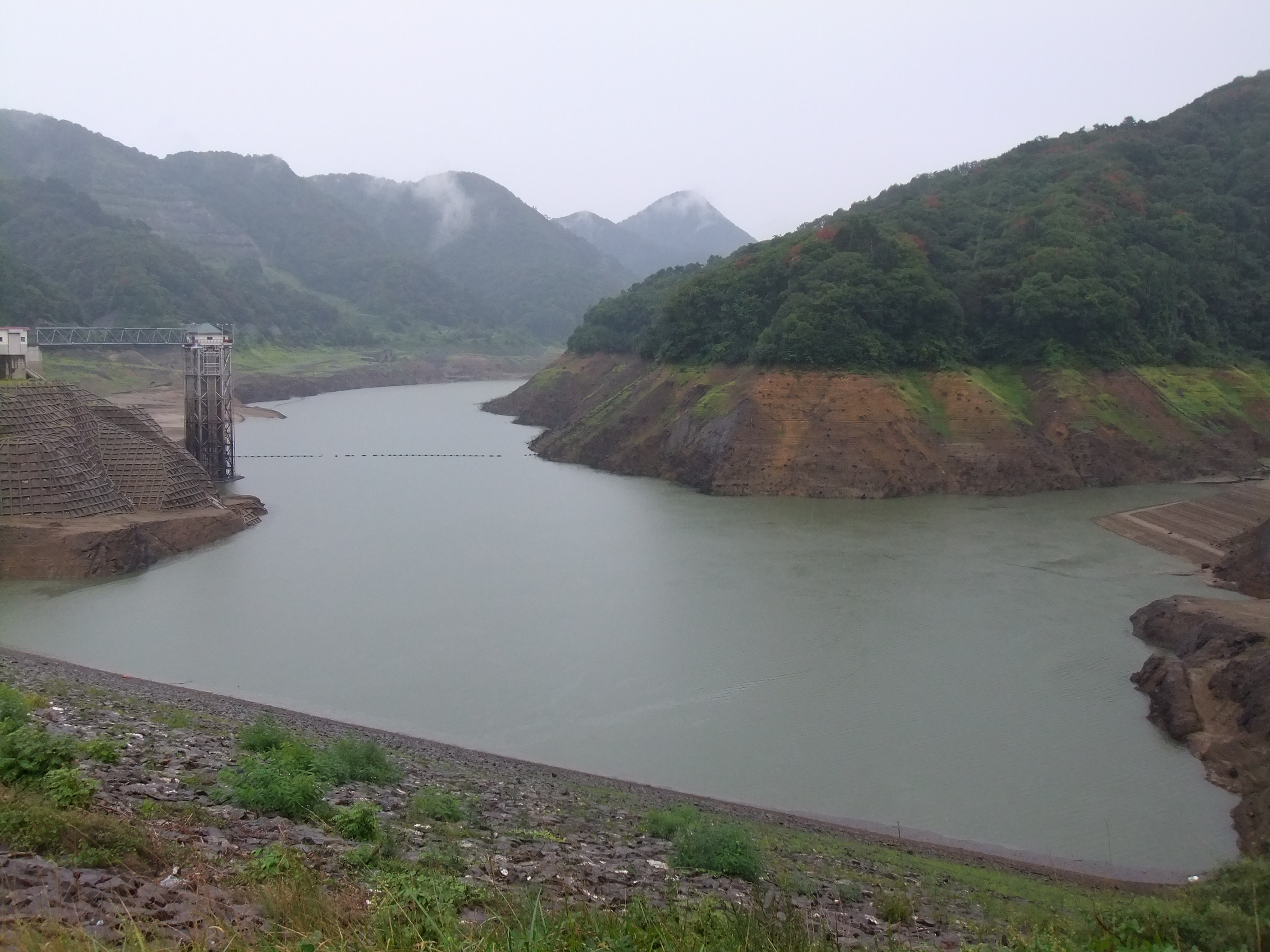
平成湖（2012年9月）
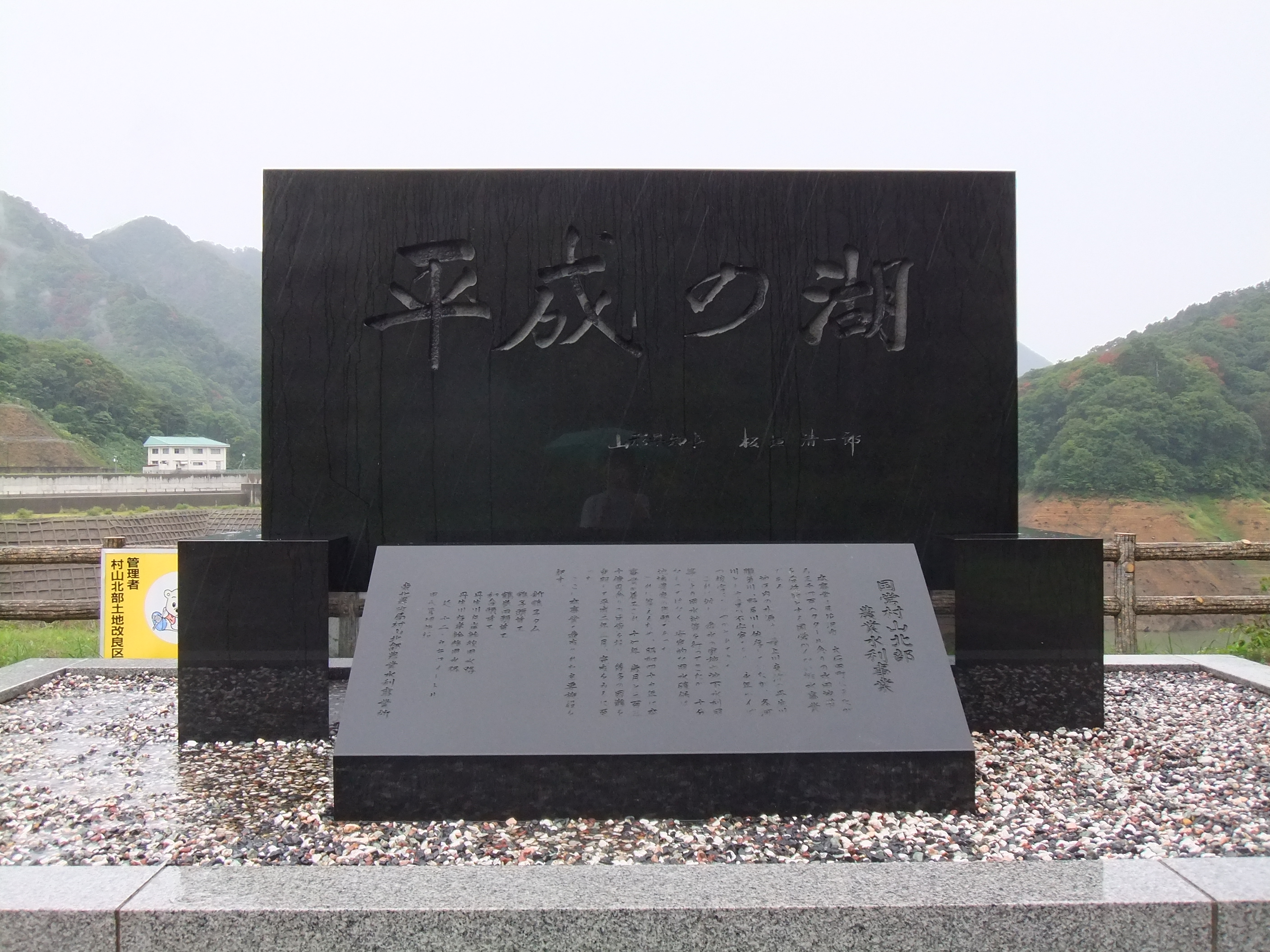
平成湖の石碑（2012年9月）
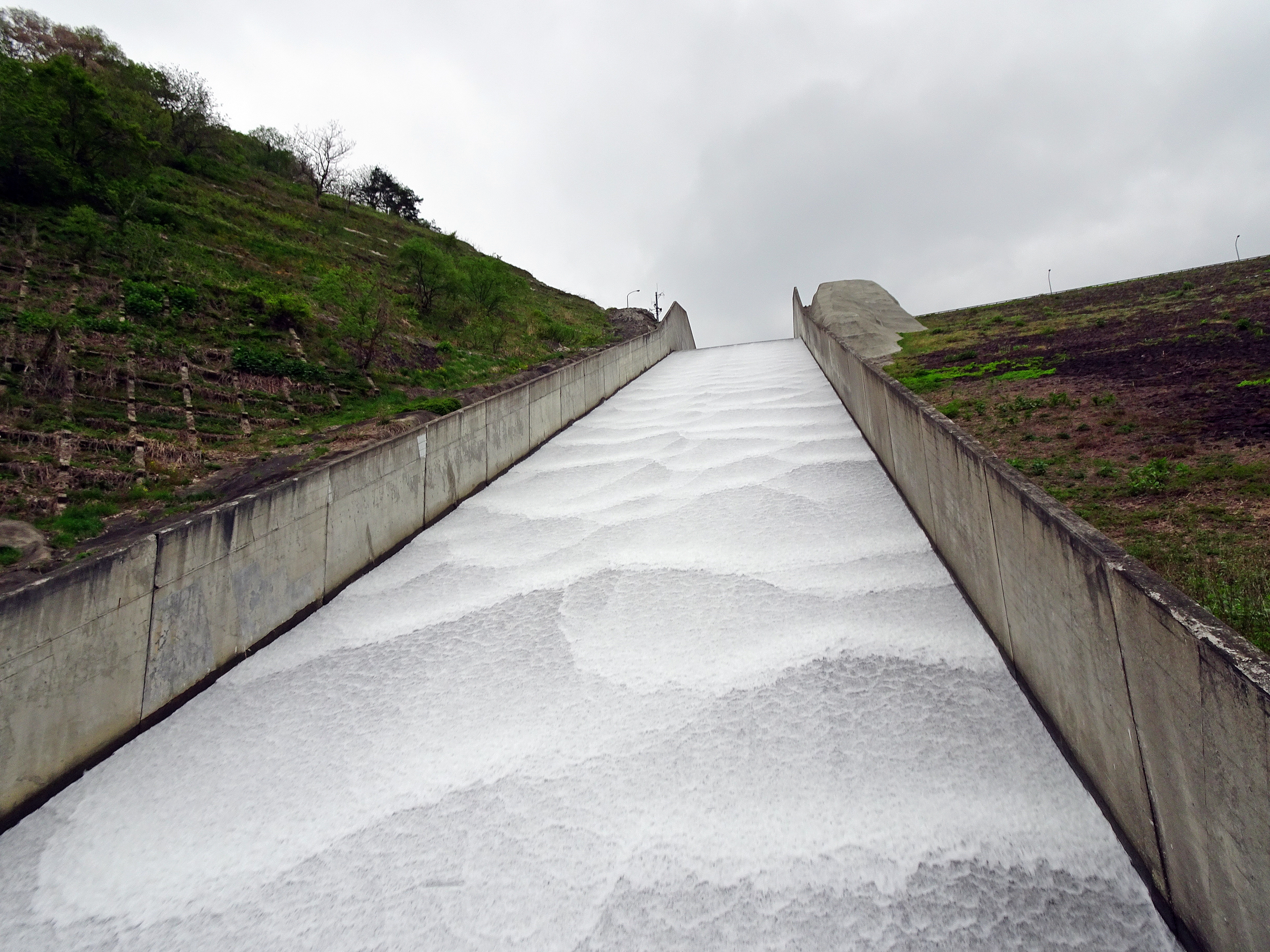
ダムの放水（2024年4月）